# 한국기독교장로회
한국기독교장로회(韓國基督敎長老會, The Presbyterian church in the Republic Of Korea), 약칭 기장은 1953년 대한민국 장로교 분열로 대한예수교장로회와 분리, 발생한 장로교 교단을 말한다. 한신대학교, 영생고등학교는 기장 측의 학교들이다. 한국장로교총연합회, 한국기독교교회협의회, 세계교회협의회 회원 교단이고, 한국기독교총연합회, 한국교회연합에는 가입하지 않았다.

## 교단 설립의 원인
신정통주의 신학자 장공 김재준 목사와 그가 세운 조선신학교(현재 한신대학교)가 대한예수교장로회에서 인정받지 못한 사건이 한국 장로교단의 분리와 한국기독교장로회 설립의 원인이다. 1953년 당시 김재준 목사는 성서비평학을 받아들였는데, 이로 인해 축자영감설을 주장하는 대한예수교장로회와 갈등을 빚었다. 이후 김재준과 그를 따른 신학자들은 한국기독교장로회 교단을 설립하였기에, 결국 한국 장로교단은 기독교장로회와 예수교장로회로 분리되었다.

## 신학노선
한국기독교장로회의 신학은 대부분 진보적이고, 고 문익환 목사, 안병무 박사, 강정구 선생 등의 진보적 지식인들이 활동한 교회여서 기독교장로회는 대한성공회와 더불어 기독교계에서 비교적 진보적 성향을 띤 교회로 여겨진다. 대한민국 기준으로 과거 전남이었던 제주도를 제외한 충남 지방, 호남 지방에서 교세가 강하다. 특히 전라북도에서 가장 교세가 강하다.

## 같이 보기

### 관련 기관 및 이웃 교단
- CBS기독교방송
- 대한성공회
- 대한예수교장로회
- 미국그리스도연합교회
- 세계교회협의회
- 한국기독교교회협의회
- 한신대학교

### 관련 개념
- 개신교
- 장로교